# Finále ženské dvouhry na US Open 2016
| US Open 2016 finále ženské dvouhry Karolína Plíšková (10.) vs. Angelique Kerberová (2.) |                                                                            |                                                                            |                                                                            |                                                                            |                                                                            |
|                                                                                         | 1.                                                                         | 2.                                                                         | 3.                                                                         |                                                                            |                                                                            |
| Karolína Plíšková                                                                       | 3                                                                          | 6                                                                          | 4                                                                          |                                                                            |                                                                            |
| Angelique Kerberová                                                                     | 6                                                                          | 4                                                                          | 6                                                                          |                                                                            |                                                                            |
|                                                                                         |                                                                            |                                                                            |                                                                            |                                                                            |                                                                            |
| Datum:                                                                                  | 10. září 2016                                                              | 10. září 2016                                                              | 10. září 2016                                                              | 10. září 2016                                                              | 10. září 2016                                                              |
| Turnaj:                                                                                 | US Open                                                                    | US Open                                                                    | US Open                                                                    | US Open                                                                    | US Open                                                                    |
| Místo:                                                                                  | Arthur Ashe Stadium Národní tenisové centrum Billie Jean Kingové, New York | Arthur Ashe Stadium Národní tenisové centrum Billie Jean Kingové, New York | Arthur Ashe Stadium Národní tenisové centrum Billie Jean Kingové, New York | Arthur Ashe Stadium Národní tenisové centrum Billie Jean Kingové, New York | Arthur Ashe Stadium Národní tenisové centrum Billie Jean Kingové, New York |
| Žebříček:                                                                               | Karolína Plíšková: 11. WTA Angelique Kerberová: 2. WTA                     | Karolína Plíšková: 11. WTA Angelique Kerberová: 2. WTA                     | Karolína Plíšková: 11. WTA Angelique Kerberová: 2. WTA                     | Karolína Plíšková: 11. WTA Angelique Kerberová: 2. WTA                     | Karolína Plíšková: 11. WTA Angelique Kerberová: 2. WTA                     |
| Předešlý poměr vzájemných zápasů: Plíšková vs. Kerberová 3–4                            |                                                                            |                                                                            |                                                                            |                                                                            |                                                                            |
| Karolína Plíšková (Česko)                                                               |                                                                            |                                                                            |                                                                            |                                                                            |                                                                            |
| Angelique Kerberová (Německo)                                                           |                                                                            |                                                                            |                                                                            |                                                                            |                                                                            |

Finále ženské dvouhry na US Open 2016 představovalo vyvrcholení soutěže dvouhry žen 136. ročníku posledního grandslamu sezóny US Open 2016. Odehrálo se 10. září 2016 od 16:00 hodin místního času (EST) na stadionu Arthura Ashe, největším dvorci světa newyorského Národního tenisového centra Billie Jean Kingové. Ve finále se představily desátá nasazená Češka Karolína Plíšková proti světové dvojce Angelique Kerberové z Německa, která zvítězila za 2:07 hodin po třísetovém průběhu 6–3, 4–6 a 6–4.
24letá Karolína Plíšková odehrála premiérové kariérní finále na Grand Slamu. Na newyorském majoru došla nejdále v roce 2014 do třetího kola, které znamenalo i její maximum na turnajích „velké čtyřky“. V sedmnácti předchozích grandslamových účastech nikdy neprošla do druhého hracího týdne. Po turnaji se posunula na nové kariérní maximum, když jí patřilo 6. místo.
28letá Angelique Kerberová nastoupila do svého třetího grandslamového finále v kariéře i v probíhající sezóně a po triumfu na Australian Open 2016 vybojovala druhou trofej. US Open vyhrála jako čtvrtá levoruká tenistka v historii. Na newyorském majoru bylo jejím předchozím nejlepším výsledkem semifinále z roku 2011. Po turnaji se na žebříčku WTA stala 22. světovou jedničkou v pořadí.
Poslední předchozí českou finalistkou US Open byla roku 1993 Helena Suková, která v závěrečném zápase podlehla pětinásobné vítězce Steffi Grafové. Ta se stala poslední německou šampionkou v ročníku 1996. Jediná československá tenistka Hana Mandlíková pak zvítězila v roce 1985.

## Pozadí 136. ročníku
US Open 2016 byl 136. ročník čtvrtého a závěrečného grandslamového turnaje tenisové sezóny, jediného hraného na americkém kontinentu. Probíhal na otevřených dvorcích s tvrdým povrchem DecoTurf v Národním tenisovém centru Billie Jean Kingové newyorského Flushing Meadow od 29. srpna do 11. září 2016. Dějištěm se stal největší dvorec světa Arthur Ashe Stadium, jenž pojmul přes 23 tisíc diváků a který od sezóny 2016 disponoval zatahovací střechou.
Turnaj organizovaly Mezinárodní tenisová federace a americký tenisový svaz United States Tennis Association. Řadil se do kalendáře okruhu WTA Tour.
Vítězná Kerberová si do žebříčku WTA připsala 2 000 bodů a poražená finalistka Plíšková 1 300 bodů. Prémie šampiónky činila 3 500 000 dolarů (cca 83,7 milionů korun) – nejvyšší jednorázovou odměnu tenisové historie k danému datu. Poražená finalistka obdržela poloviční prémii ve výši 1 750 000 dolarů (cca 41,8 milionu korun).
Obhájkyní titulu ve Flushing Meadows měla být italská hráčka Flavia Pennettaová, která však v závěru roku 2015 ukončila svou profesionální kariéru.

## Finalistky
Obě finalistky se v předchozí kariéře utkaly na okruhu WTA Tour sedmkrát, nikdy však během grandslamu. Mírně aktivní bilanci výher a proher držela Kerberová poměrem 4–3. Poslední vzájemný duel obě hráčky odehrály 21. srpna 2016 ve finále cincinnatského Western & Southern Open 2016, z něhož odešla vítězně Plíšková po hladkém dvousetovém průběhu 6–3 a 6–1.

### Srovnání finalistek
| Karolína Plíšková                           |                             | Angelique Kerberová            |
| ------------------------------------------- | --------------------------- | ------------------------------ |
| Karolína Plíšková, 2014                     |                             | Angelique Kerberová, 2014      |
| Česko                                       | stát                        | Německo                        |
| 21. března 1992 (24 let)                    | datum narození              | 18. ledna 1988 (28 let)        |
| Louny, Československo                       | místo narození              | Brémy, Západní Německo         |
| 186 cm                                      | výška                       | 173 cm                         |
| 72 kg                                       | váha                        | 68 kg                          |
| 11. / 7.                                    | žebříček WTA                | 2. / 2.                        |
| 33–16 / 362–224                             | výhry–prohry                | 44–14 / 504–264                |
| 1 542 602 USD                               | výdělek v sezóně            | 5 128 207 USD                  |
| 4 499 235 USD                               | výdělek v kariéře           | 14 313 376 USD                 |
| Jiří Vaněk                                  | trenér                      | Torben Beltz                   |
| Babolat Pure Drive                          | raketa                      | Yonex VCORE Si 100             |
| pravou rukou, obouručný bekhend             | držení rakety               | levou rukou, obouručný bekhend |
| 6                                           | tituly                      | 9                              |
| Celkové statistiky US Open 2016 před finále |                             |                                |
| 39 (2.)                                     | esa                         | neumístěna do 20. místa        |
| 23 (2.)                                     | dvojchyby                   | neumístěna do 20. místa        |
| 160 z 203 = 79 % (3.)                       | vítězné míče po 1. servisu  | neumístěna do 20. místa        |
| neumístěna do 20. místa                     | vítězné míče po 2. servisu  | neumístěna do 20. místa        |
| 108 (1.)                                    | body z returnu po 1. podání | 83 (6.)                        |
| 97 (2.)                                     | body z returnu po 2. podání | 99 (1.)                        |
| 28 (2.)                                     | využité breakboly           | 30 (1.)                        |
| 115 mph (15.)                               | nejrychlejší podání         | neumístěna do 20. místa        |
| Nejlepší výsledek na Grand Slamu            |                             |                                |
| třetí kolo 2015, 2016                       | Australian Open             | vítězka 2016                   |
| druhé kolo 2014, 2015                       | French Open                 | čtvrtfinále 2012               |
| druhé kolo 2013, 2014, 2015                 | Wimbledon                   | finále 2016                    |
| třetí kolo 2014                             | US Open                     | semifinále 2011                |
| Předešlá vzájemná utkání                    |                             |                                |
| 3–4 (8:8 na sety)                           |                             |                                |
| Zdroj: Head 2 Head Comparison               |                             |                                |

### Karolína Plíšková

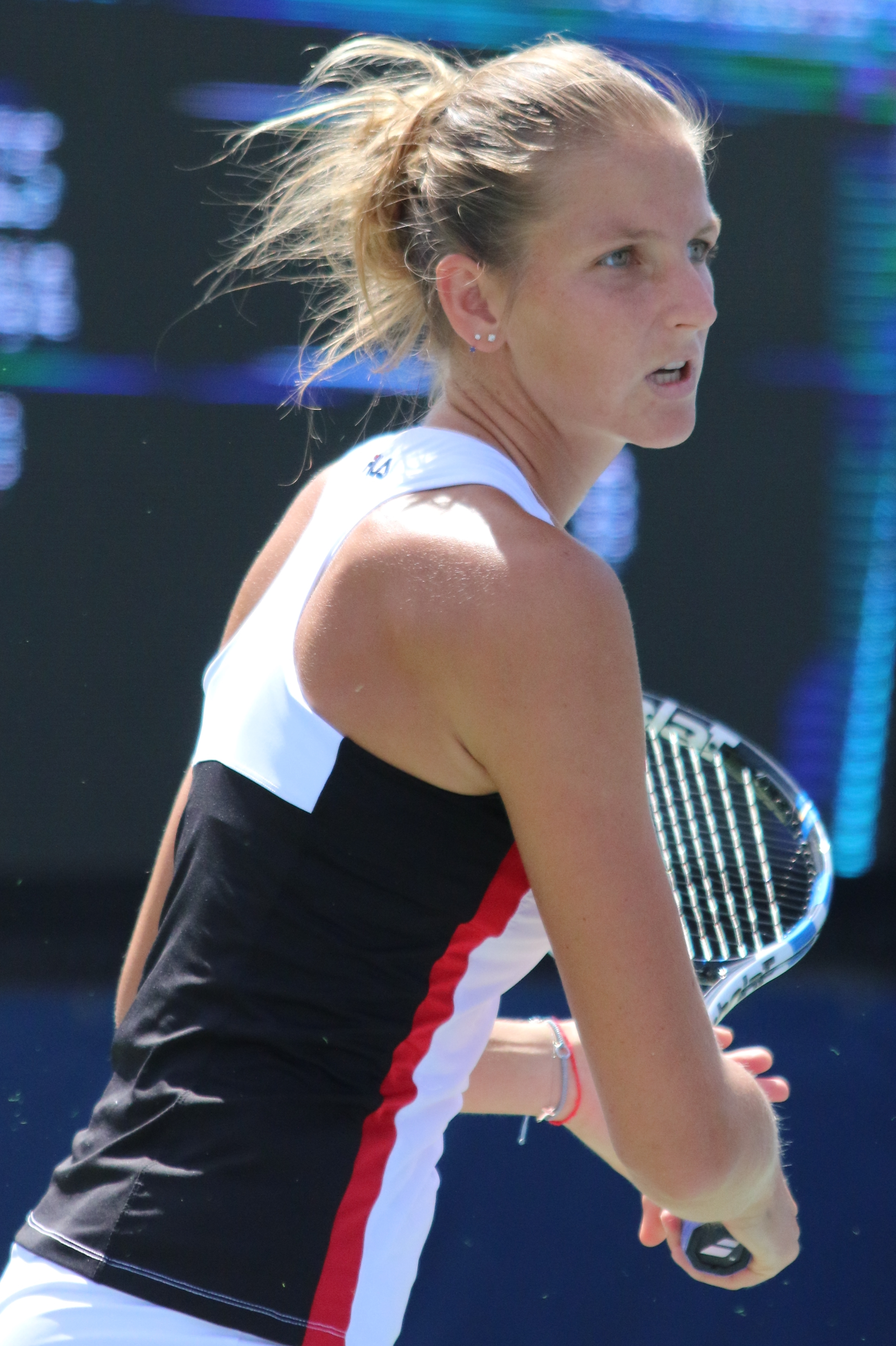
Karolína Plíšková během grandslamu

Karolína Plíšková vstupovala do turnaje z pozice světové jedenáctky, a po přerušení kariéry Azarenkové, jako desátá nasazená. Na okruhu WTA Tour získala v předchozí části sezóny 2016 dva tituly, když triumfovala na červnovém AEGON Open Nottingham a v srpnu přidala první trofej z kategorie Premier 5 na Western & Southern Open. Jejím trenérem byl během turnaje bývalý český tenista Jiří Vaněk.

#### Zajímavosti
V 17 předchozích grandslamových účastech Plíšková nepostoupila nikdy do druhého hracího týdne, tj. vypadla před osmifinále. Naposledy před ní se do finále grandslamu, aniž by předtím přešla brány třetího kola, probojovala Amélie Mauresmová na Australian Open 1999. Žádné z hráček se od zavedení formátu 128členného pavouku pro všechny grandslamy – na Australian Open 1988 – nepodařilo vyhrát grandslam, pokud předtím nikdy nepostoupila do druhého hracího týdne (US Open 128členné pole zavedl jako první v roce 1981).
Češka vstoupila do finále s 11zápasovou neporazitelností. Delší sérii zaznamenala pouze v roce 2011, kdy na turnajích nižšího okruhu ITF na Dálném východě dosáhla 12 zápasů v řadě bez porážky.
V osmifinále proti Venus Williamsové odvrátila mečbol. Jedinou tenistkou v otevřené éře, která na cestě pavoukem dokázala odvrátit mečbol a následně vyhrát US Open k danému datu byla Martina Navrátilová. V semifinále 1986 zachránila tři mečbolové šance Steffi Grafové a poté triumfovala.
Plíšková se stala teprve osmou hráčkou na okruhu WTA Tour, čtvrtou na grandslamu a třetí na US Open, která dokázala na jediném turnaji porazit obě sestry Venus a Serenu Williamsovy. Dvě z členek tohoto klubu, Justine Heninová (2007) a Kim Clijstersová (2009), pak ročník newyorského grandslamu také vyhrály.
Zisk trofeje by znamenal posun na 5. pozici žebříčku WTA. Po prohře Češka 12. září vystoupala o pět příček na 6. místo, své nové kariérní maximum.

#### Soupeřky na US Open
Na cestě do finále ztratila jediný set. Na úvod přehrála Američanku startující na divokou kartu Sofii Keninovou. Ve druhém kole zdolala paraguayskou kvalifikantku a grandslamovou debutantku Montserrat Gonzálezovou. Následně na ni uhrála šest gamů sedmnáctá nasazená Ruska Anastasija Pavljučenkovová a poprvé v kariéře pronikla do čtvrtého kola grandslamu. V něm svedla napínavý třísetový souboj proti americké turnajové šestce a dvojnásobné šampionce US Open Venus Williamsové. Ve třetí sadě za stavu her 4–5 odvrátila na servisu mečbol, přesně umístěným nabíhaným bekhendovým volejem k postranní čáře. Naopak tři mečbolové příležitosti v řadě si vypracovala při vedení 6–5 a 40:0, ale nedokázala je zužitkovat. Musel tak přijít rozhodující tiebreak, v němž triumfovala poměrem míčů 7:3. Postupem získala jistotu návratu do elitní světové desítky.
Mezi poslední osmičkou hráček zdolala překvapení turnaje, 18letou Chorvatku Anu Konjuhovou, jíž patřilo 92. místo žebříčku. Teenagerka jí v každé sadě odebrala pouhé dva gamy. V celém úvodním dějství Češka na servisu ztratila jen jedinou výměnu. V semifinále dokázala poprvé v kariéře vyřadit úřadující světovou jedničku a šestinásobnou vítězku US Open Serenu Williamsovou, jejíž bilance výher proti českým tenistkám po duelu činila 44–3. V úvodním setu trvajícím 26 minut prolomila Američance dvakrát podání a nečelila žádnému brejkbolu. Druhá sada se hrála přesně jednu hodinu a měla vyrovnaný průběh. Na začátku Češka odskočila do vedení 3–1, aby vzápětí ztratila servis čistou hrou a po dalším gamu bylo srovnáno na 3–3. Za stavu 5–5 obdržela Plíšková od rozhodčího varování za nedovolené koučování, v důsledku nevhodného chování trenéra. Ve zkrácené hře pak získala první tři míče, ale další čtyři ztratila. Poměr se opět otočil, když si vypracovala vedení 6:5. Americká favoritka hrozbu prvního mečbolu nezvládla a zápas zakončila dvojchybou.

#### Cesta do finále
| Kolo        | soupeřka                        | výsledek           |
| ----------- | ------------------------------- | ------------------ |
| 1. kolo     | Sofia Keninová (WC)             | 6–4, 6–3           |
| 2. kolo     | Montserrat Gonzálezová (Q)      | 6–1, 7–5           |
| 3. kolo     | Anastasija Pavljučenkovová (17) | 6–4, 6–1           |
| 4. kolo     | Venus Williamsová (6)           | 4–6, 6–4, 7–6(7–3) |
| čtvrtfinále | Ana Konjuhová                   | 6–2, 6–2           |
| semifinále  | Serena Williamsová (1)          | 6–2, 7–6(7–5)      |

### Angelique Kerberová

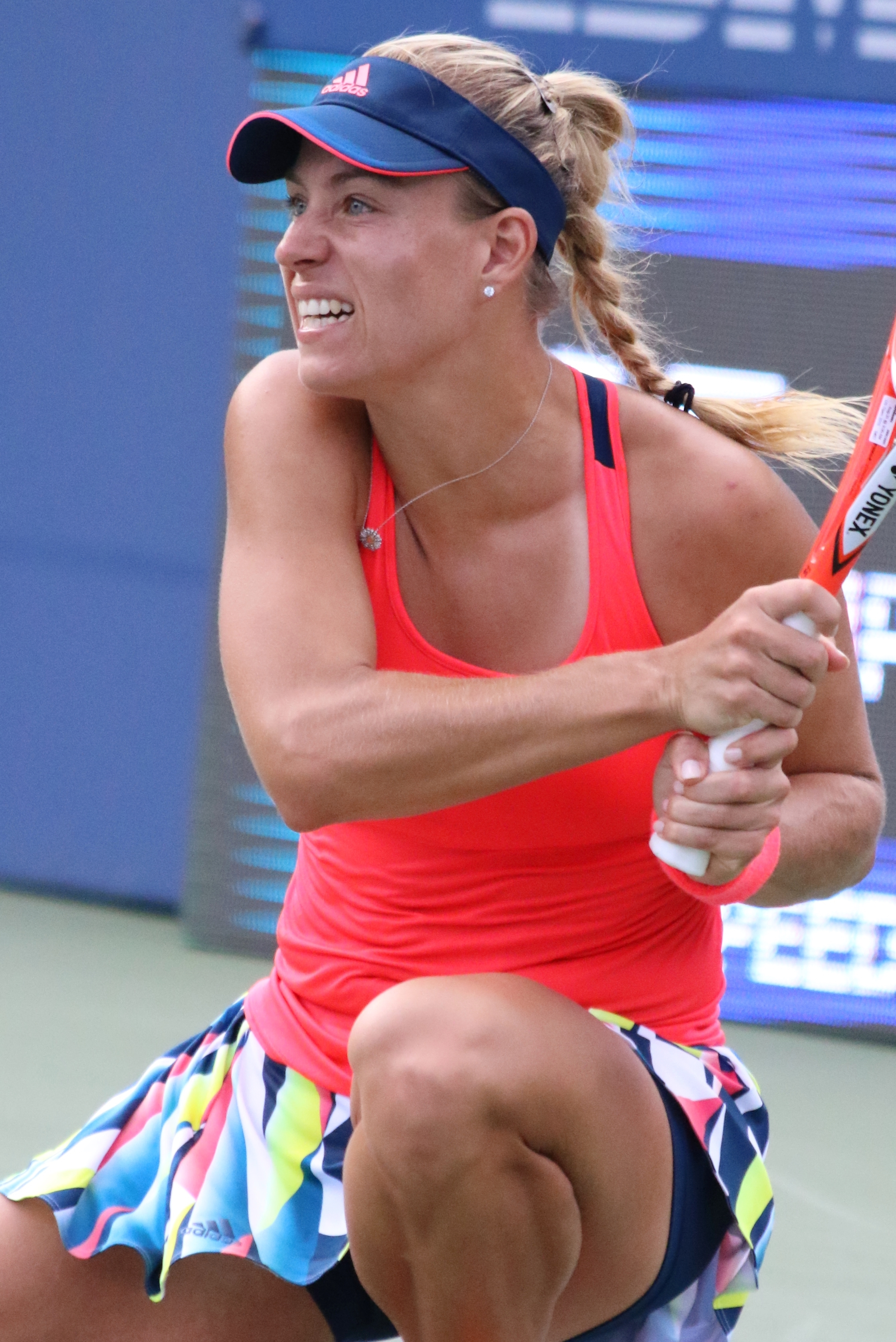
Angelique Kerberová během grandslamu

Angelique Kerberová vstupovala do turnaje z pozice světové dvojky a druhé nasazené. Na okruhu WTA Tour získala v předchozí části sezóny 2016 dva tituly a čtyřikrát skončila jako poražená finalistka. Na lednovém Australian Open vybojovala premiérový grandslam kariéry. Druhou trofej přidala z dubnového Porsche Tennis Grand Prix ve Stuttgartu, kde poprvé obhájila turnajové vítězství. Jejím trenérem byl během turnaje Torben Beltz.

#### Zajímavosti
Kerberová se po devíti letech stala první tenistkou, vyjma Sereny Williamsové, která během jedné kalendářní sezóny vyhrála více než jeden grandslam, když se naposledy před ní tento výkon podařil Justine Heninové v roce 2007. Semifinálovou výhrou a následným vyřazením Sereny Williamsové od Plíškové také získala jistotu posunu na 1. místo žebříčku WTA ve vydání z 12. září 2016, jako 22. světová jednička v pořadí a po Steffi Grafové druhá z Německa.
US Open vyhrála jako čtvrtá levoruká tenistka v historii. Před ní se šampionkami, hrajícími levou rukou, staly Evelyn Searsová (1907), Martina Navrátilová (1983, 1984, 1986, 1987) a Monika Selešová (1991, 1992).

#### Soupeřky na US Open
Na cestě do finále neztratila žádný set. Poslední předchozí vítězkou grandslamu bez ztráty setu byla Serena Williamsová na US Open 2014. V prvním zápase uštědřila „kanára“ Slovince a 120. hráčce žebříčku Poloně Hercogové, když vyhrála všechny své servisy bez ztráty míče. Po zahájení druhé sady si soupeřka vyžádala zdravotní přestávku a utkání skrečovala pro nemoc. Ve druhé fázi přešla přes Chorvatku Mirjanu Lučićovou Baroniovou, aby ve třetím kole ztratila jen dvě hry s americkou kvalifikantkou Catherine Bellisovou. Poté na její raketě za 87 minut skončila turnajová čtrnáctka Petra Kvitová, jíž v první sadě prolomila třikrát podání. Ve vyrovnanějším druhém setu Češka zakončila utkání sedmou dvojchybou. Sedmá nasazená Italka a obhájkyně finálové účasti Roberta Vinciová dohrála ve čtvrtfinále, když úvodní set zakončila chybou nohou na servisu. Přesto v ní byla předtím za vedení 5–4 a 30:0 blízko k jejímu zisku. Němka si připsala devět posledních gamů v řadě a ze závěrečných 38 výměn vyhrála 28 míčů. Italka se potýkala se zraněním Achillovy šlachy a potížemi zad. Do semifinále proti 74. hráčce žebříčku a dvojnásobné finalistce newyorského grandslamu Caroline Wozniacké již nastupovala s jistotou posunu do čela světové klasifikace. Rychlé vedení her 4–0 proměnila v zisk úvodního setu poměrem 6–4. Uprostřed druhého vzala Dánce servis a brejk si pohlídala až do závěru. Bilanci vzájemných zápasů tak navýšila na 8–5 a poprvé v kariéře postoupila do finále US Open.

#### Cesta do finále
| Kolo        | soupeřka                   | výsledek      |
| ----------- | -------------------------- | ------------- |
| 1. kolo     | Polona Hercogová           | 6–0, 1–0skreč |
| 2. kolo     | Mirjana Lučićová Baroniová | 6–2, 7–6(9–7) |
| 3. kolo     | Catherine Bellisová (Q)    | 6–1, 6–1      |
| 4. kolo     | Petra Kvitová (14)         | 6–3, 7–5      |
| čtvrtfinále | Roberta Vinciová (7)       | 7–5, 6–0      |
| semifinále  | Caroline Wozniacká         | 6–4, 6–3      |

## Průběh zápasu
Utkání se odehrálo v sobotu 10. září 2016 od 16:00 hodin místního času (EST) na stadionu Arthura Ashe. Hlavní rozhodčí finále se stala Britka Alison Hughesová. Německá světová dvojka Angelique Kerberová v něm za 2:07 hodin porazila jedenáctou hráčku žebříčku Karolínu Plíškovou z Česka ve třech sadách 6–3, 4–6 a 6–4.

### Výsledek
| Finalistky              | 1. set | 2. set | 3. set |
| Karolína Plíšková (10)  | 3      | 6      | 4      |
| Angelique Kerberová (2) | 6      | 4      | 6      |
|                         | 40 min | 47 min | 40 min |
| 2:07 hodin              |        |        |        |

### Statistiky utkání
| Statistiky celého utkání                                                                                       | Statistiky celého utkání     | Statistiky celého utkání |
| Plíšková |                              | Kerberová                |
| --- | ---------------------------- | ------------------------ |
| 5 | esa                          | 1                        |
| 4 | dvojchyby                    | 2                        |
| 53 z 89 = 60 %                                                                                                 | 1. podání do dvorce          | 62 z 98 = 63 %           |
| 40 z 53 = 75 %                                                                                                 | % vítězných míčů u 1. podání | 43 ze 62 = 69 %          |
| 14 z 36 = 39 %                                                                                                 | % vítězných míčů u 2. podání | 19 z 36 = 53 %           |
| 40 | vítězné míče                 | 21                       |
| 47 | nevynucené chyby             | 17                       |
| 90 | všechny získané míče         | 97                       |
| 36 z 98 = 37 %                                                                                                 | vítězných míčů na příjmu     | 35 z 89 = 39 %           |
| 2 ze 7 = 29 %                                                                                                  | proměnění brejkbolů          | 4 z 5 = 80 %             |
| 13 | vyhrané hry                  | 16                       |
| 111 mph | nejrychlejší podání          | 103 mph                  |
| 95 mph | průměrná rychlost podání     | 88 mph                   |
| Celkový počet míčů na straně tenistky zahrnuje i dvojchyby protihráčky. Nevynucené chyby zahrnují i dvojchyby. |                              |                          |

### Průběh setů
Plíšková rozehrála duel dvojchybou. Úvodní game prohrála, když soupeřka využila druhý brejkbol, při němž české jedničce praskla struna výpletu. I Němka při svém otevíracím podání čelila brejkové příležitosti, jíž však odvrátila forhendem k lajně a game získala. I v další sérii servisů si obě vypracovaly možnosti na prolomení servisu. Ani jedna z nich však nebyla proměněna. Finalistky si poté vyhrávaly podání až do stavu 3–5 z pohledu Plíškové, která při poměru míčů 30:30 zahrála dvojchybu. Protihráčka nabídku setbolu zužitkovala prohozem do volné poloviny dvorce.
Rozhodující moment druhé sady přišel v sedmém, tzv. Tildenově gamu, v němž si lounská rodačka vypracovala brejkovou šanci tvrdým míčem k základní čáře, který protihráčka nedokázala vrátit do dvorce. Jestřábí oko potvrdilo správnou délku úderu. Češka následně vylákala soupeřku k síti a přelobovala, čímž se ujala vedení 4-3. Prolomené podání potvrdila dvěma vyhranými servisy. Při druhém z nich, za vedení 5–4 a 30:30, si esem došla pro první setbol. Navazující umístěný míč k čáře donutil Němku zahrát aut a o šampionce musela rozhodnout závěrečná sada.
Ve třetím dějství si za stavu gamů 1–1 a shodě Plíšková vypracovala šanci na prolomení servisu, když přestřelku zakončila úderem na čáru. Na další kvalitní return již Kerberová nezareagovala a podání ztratila. Nabytý brejk potvrdila česká hráčka odskočením na 3–1. Světová dvojka si však po snížení na 2–3 vzala ztracené podání zpět. Při první brejkové šanci Češka minula vymezený prostor pro dvouhru a míč skončil v deblovém území. Psychicky posílená soupeřka se vrátila do utkání zlepšenou hrou. Klíčová fáze nadešla z pohledu podávající Plíškové za stavu 4–5, když se poprvé ocitla pod tlakem nutnosti vyrovnat, protože ztráta by znamenala konec zápasu. Poprvé však na servisu nevyhrála žádnou výměnu a finále ztratila čistou hrou zakončenou nevynucenou chybou z forhendu.

## Závěrečný ceremoniál
Při tradičním závěrečném ceremoniálu obdržela Kerberová pohár pro vítězku od prezidentky Americké tenisové asociace Katriny Adamsové a sdělila: „Je to neuvěřitelné. Vyhrála jsem druhý grandslam v jedné sezoně. … Miluju tenis a hrát před takovým publikem je něco neskutečného. … Když jsem byla malá, snila jsem o tom, že vyhraju grandslam a stanu se světovou jedničkou. Dneska tu stojím s druhou grandslamovou trofejí a v novém žebříčku budu světovou jedničkou. Je to opravdu splněný sen.“ Poražená finalistka Plíšková vyjádřila své pocity slovy: „Byla jsem schopná hrát svůj nejlepší tenis na největším tenisovém stadionu na světě, takže si rozhodně nemám co vyčítat. … Tři týdny jsem hrála fantastický tenis a jsem na sebe moc hrdá. Doufám, že ještě nějaká finále přijdou.“

## Ohlasy ve světovém tisku
Finálový zápas vzbudil velkou pozornost světového tisku. Obzvláště byla zaznamenána skutečnost, že zápas přinesl vyrovnaný boj nastupující jedničky světového žebříčku WTA Angelique Kerberové, která již měla za sebou vítězství na Australian Open 2016 a finále Wimbledonu 2016, a české tenistky Karolíny Plíškové, která se doposud do žádného finále grandslamového turnaje neprobojovala. V článku, ve kterém byl převážně rozebírán výkon Kerberové, označil německý deník Frankfurter Allgemeine Zeitung (FAZ) Plíškovou jako „großartige Debütantin“, tedy velkolepou debutantku. V jiném článku stejného vydání FAZ, který se zabýval renesancí zájmu o tenis v Německu, poznamenal autor, že většina německých diváků televizního přenosu stanice Eurosport Karolínu Plíškovou doposud vůbec neznala. Při této příležitosti však mohli obdivovat, jak dobře Češka hrála.